# Шота
Шота́ (груз. შოთა) — грузинское мужское имя.
Имя известно из грузинских письменных источников только начиная со Средних веков, но с того времени встречается довольно часто. Ныне — одно из наиболее распространённых имён в Грузии. Его популярность, возможно, вызвана тем, что это имя носил автор поэмы «Витязь в тигровой шкуре». Этимология этого имени является спорной. Производные от этого имени фамилии — Шотадзе, Шоташвили.

## Примеры
- Шота Руставели
- Нишнианидзе, Шота Георгиевич — поэт.